# قورباغه‌های دهان‌باریک
قورباغه‌های دهان‌باریک (نام علمی: Microhylidae) نام یک تیره از زیرراسته نوغوکان است.